# Sundsvalls CK
Sundsvalls CK är en svensk curlingklubb från Sundsvall som bildades 1930 och hemmaarenan är Gärdehov. Ett lag som har lyckats väldigt bra är Lag Per Carlsén.

## Medaljer från stora mästerskap
- Världsmästerskap
- Silver 1974 Lag Jan Ullsten
- Världsmästerskap Juniorer
- Silver 2002 Lag Eric Carlsén
- Silver 2003 Lag Eric Carlsén
- Europamästerskap
- Silver 1992 Lag Per Carlsén
- Brons 2006 Lag Per Carlsén
- Sverigemästerskap
- Guld 1940
- Guld 1941
- Guld 1943
- Guld 1970 (Dam)
- Guld 1973 (Dam)
- Guld 1974
- Guld 1979
- Guld 1984 Lag Per Carlsén
- Guld 1992 Lag Per Carlsén
- Silver 2003 Lag Per Carlsén
- Silver 2004 Lag Per Carlsén
- Guld 2006 Lag Per Carlsén
- Silver 2007 Lag Per Carlsén
- Silver 2009 Lag Per Carlsén
- Elitserie
- Guld 1996 (Dam)
- Silver 1998 Lag Per Carlsén
- Guld 1999 Lag Per Carlsén
- Guld 2002 Lag Per Carlsén
- Guld 2003 Lag Per Carlsén
- Silver 2004 Lag Per Carlsén
- Brons 2006 Lag Per Carlsén
- Silver 2007 Lag Per Carlsén
- Guld 2010 Lag Per Carlsén
- Svenskt Juniormästerskap
- Guld 1975 Lag Jan Ullsten
- Guld 1976 Lag Jan Ullsten
- Guld 1977 Lag Anders Grahn
- Guld 1984 Lag Jan Strandlund
- Guld 1998 Lag Henrik Edlund
- Silver 2000 Lag Eric Carlsén
- Guld 2001 Lag Eric Carlsén
- Guld 2002 Lag Eric Carlsén
- Guld 2003 Lag Eric Carlsén

## Landslagsspelare som representerat Sundsvalls CK genom åren
- Emanuel Allberg (VM 2006) (JVM 2001, 2002, 2003, 2005, 2006, 2007)
- Thomas Andersson (JVM 1984)
- Erika Backman (JVM 1997)
- Niklas Berggren (VM 1999, 2002, 2003)
- Tom Berggren (VM 1974)
- Christina Bertrup (OS 2002) (VM 2000) (EM 2000)
- Roger Bredin (VM 1974, 1979)
- Karl-Erik Bruneflod (VM 1979)
- Ken Bruneflod (VM 1979)
- Dan Carlsén (Coach JVM 2001)
- Eric Carlsén (VM 2005, 2010) (JVM 2001, 2002, 2003) (EMM 2008)
- Nils Carlsén (VM 2006) (JVM 2001, 2002, 2003, 2004, 2005, 2006)
- Per Carlsén (VM 1999, 2002, 2003, 2010) (EM 1984, 1992, 2006)
- Carl-Axel Dahlin (JVM 2001, 2002, 2003)
- Helen Edlund (VM 1996)
- Henrik Edlund (EM 2008)(JVM 1995, 1998)
- Kent Elfving (JVM 1984)
- Jan Ericsson (Coach JVM 1975)
- Anders Grahn (VM 1974, 1979) (JVM 1975, 1976, 1977)
- Fredrik Hallström (VM 2003) (Coach VM 2005) (EM 2006)
- Rickard Hallström (VM 2003) (EM 2006) (JVM 1993) (VMMD 2010)
- Henrik Holmberg (VM 1988) (EM 1992)
- Anette Jörnlind (VM 1996)
- Olle Håkansson (EM 1984, 1992) (Coach VM 2002, 2003) (Coach EM 2006)
- Stefan Larsson (Coach VM 1999)
- Mikael Norberg (VM 1999, 2002, 2003, 2010)(EM 1992) (JVM 1986)
- Maud Nordlander (VM 1985)
- Linda Ohlsson (EM 2006)
- Tommy Olin (VM 1999, 2002) (Coach VM 2010)
- Jan Strandlund (VM 1999) (EM 1984, 1987, 1990) (Coach OS 1998, 2002)(Coach VM 1994, 1995, 1998, 1999, 2000) (Coach EM 1992, 1995, 1996, 1997, 1998, 2000) (Coach JVM 2002)
- Jan Ullsten (VM 1974)(JVM 1975, 1976)
- Erika Westman (VM 1996)